# Alfred Lombard (professeur)
Pour les articles homonymes, voir Alfred Lombard.

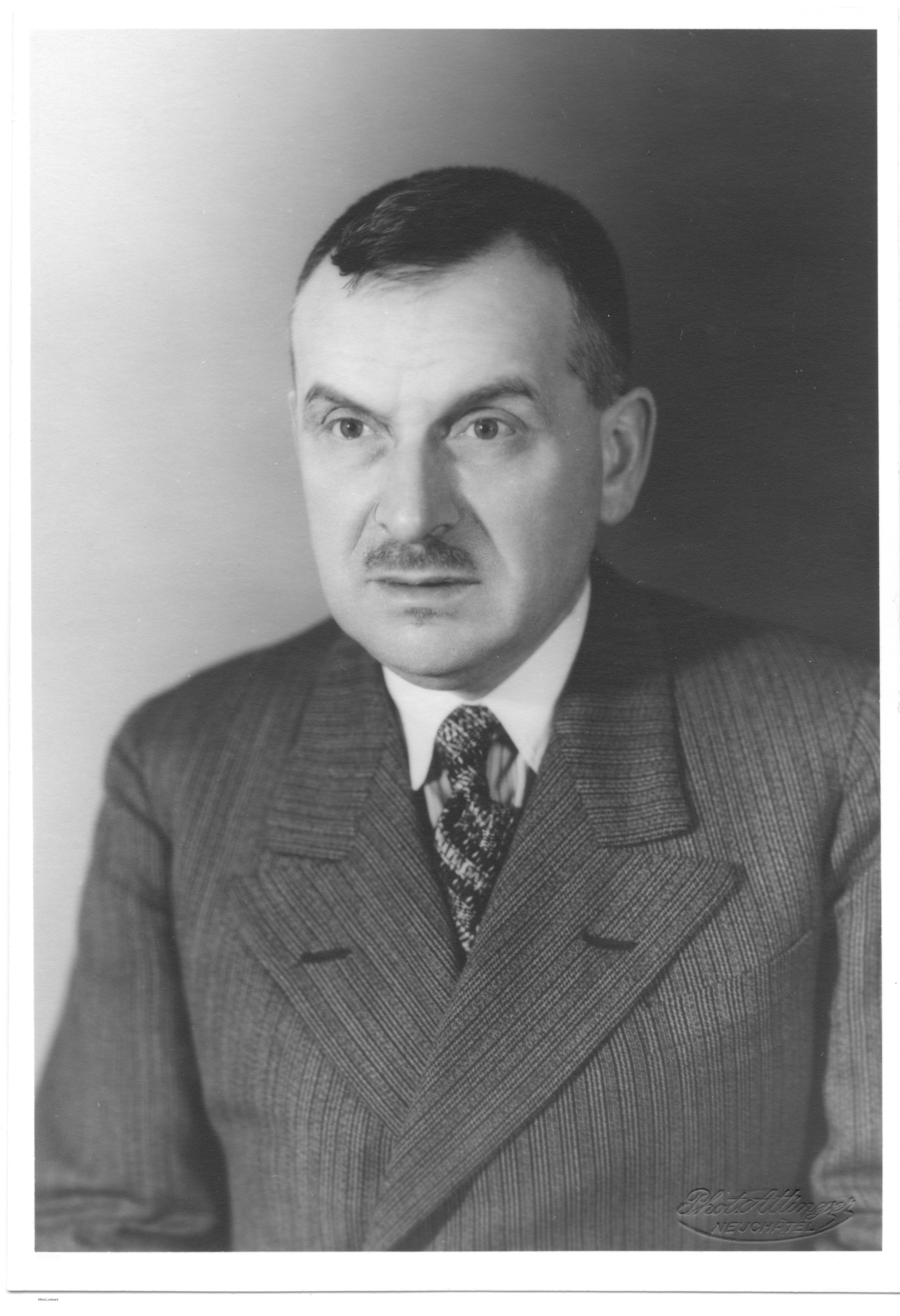
Alfred Lombard au temps de son rectorat (1925-1927)

Alfred Lombard, né le 10 décembre 1878 à Neuchâtel et mort le 19 juin 1972 dans la même ville, est un historien de la littérature, critique littéraire et critique de cinéma suisse.

## Biographie
Alfred Lombard est le fils du pasteur Joseph Lombard. Licencié en lettres de l’Université de Grenoble (1899) puis diplômé de l'École des hautes études de Paris (1902), Alfred Lombard poursuit son cursus universitaire à la Sorbonne où il soutient sa thèse de doctorat en 1913. En 1922, après plusieurs années d'enseignement à l'Académie puis à l'Université de Neuchâtel, il est nommé titulaire de la chaire de littérature française. Il prend ainsi la succession du très respecté Philippe Godet dont il a épousé la fille, Lydie, en 1908. Quelques années plus tard, en 1925, il est nommé recteur de l'Université de Neuchâtel.
Universitaire ancré dans sa cité, Alfred Lombard est président puis membre d'honneur de l'Institut neuchâtelois. Durant toute sa carrière, il donne de nombreuses conférences dans sa ville natale. Il exerce aussi comme critique littéraire pour le compte de plusieurs revues comme la Gazette de Lausanne, le Journal de Genève, La Semaine littéraire ou la Revue d'histoire littéraire de la France. 
Plus étonnant pour l'époque, Alfred Lombard s'essaie aussi à la critique de cinéma, pour le compte de L'Express notamment. Il est d'ailleurs l'un des membres fondateurs de la "Ligue du cinéma indépendant" aux côtés d'autres cinéphiles neuchâtelois comme Jean Borel, Jean Kiehl ou Alfred Chapuis. La "Ligue", active entre 1926 et 1931, se mobilise pour la reconnaissance du statut artistique du cinéma par la projection, à Neuchâtel, de films de qualité. En 1942, à l'initiative de Jean Borel, l'association renaît de ses cendres sous le nom de : "Guilde du film". 

## Monographies
- Constantin V, empereur des Romains : (740-775) : études d'histoire byzantine, Paris: F. Alcan, 1902.
- L'Abbé Du Bos : un initiateur de la pensée moderne : (1670-1742), Paris : Hachette, 1913.
- La Crise de l'histoire littéraire, Neuchâtel : Secrétariat de l'Université, 1928.
- Une terre, une langue : essai sur la situation de la Suisse française, Lausanne: éd. de la Société de la Gazette de Lausanne, 1929.
- L'église collégiale de Neuchâtel, 1931.
- Flaubert et saint Antoine, Neuchâtel ; Paris : Victor Attinger ,1934.
- Guide de Neuchâtel, Neuchâtel : Delachaux et Niestlé, 1934.
- Un Mythe dans la littérature et dans l'art : l'enlèvement d'Europe, Neuchâtel : La Baconnière, 1946)
- Fénelon et le retour à l'antique au XVIIIe siècle, Neuchâtel : Secrétariat de l'Université, 1954.

## Sources complémentaires